# Mutterschaftskapital
Das Mutterschaftskapital (russisch Материнский капитал Materinski kapital) ist eine in der Russischen Föderation seit 2007 bestehende soziale Leistung des Staates, die das Ziel hat, die Geburtenrate im Land zu erhöhen.

## Details
Die Einmalzahlung wird Familien für jedes zweite und nachfolgende Kind gewährt, das sie zur Welt bringen oder adoptieren. Das Mutterschaftskapital wird zunächst in Form eines staatlichen Zertifikats gewährt und steht nach Ablauf von drei Jahren nach der Geburt oder Adoption des Kindes zur Verfügung. Es kann von den Eltern für drei Zwecke eingesetzt werden: Bildung der Kinder, Verbesserung der Wohnsituation oder Anlage in die eigene Altersvorsorge. Die Höhe des Mutterschaftskapitals betrug initial ca. 250.000 Rubel (ca. 7140 Euro), im Jahr 2013 erreichte sie 408.960 Rubel (ca. 10000 Euro).
Seit dem Jahr 2020 wird das Mutterschaftskapital auch für das erste Kind gewährt und beträgt für dieses 466.617 Rubel (ca. 5866 Euro). Gleichzeitig wurde das Mutterschaftskapital für das zweite Kind auf 616.617 Rubel (ca. 7715 Euro) erhöht.
Seit dem 1. Februar 2024 beträgt die Zahlung für das erste Kind 630.000 Rubel (ca. 6500 Euro) und für das zweite und die folgenden Kinder 833.000 Rubel (ca. 8500 Euro).

## Auswirkungen
Die Geburtenzahlen in Russland haben sich seit der von Wladimir Putin initiierten und von der Ministerin für Gesundheit und Soziales Tatjana Golikowa betreuten Einführung des Mutterschaftskapitals von 1,48 Mio. (2006) auf 1,9 Mio. (2012) erhöht, was einer Steigerung von 28,3 % entspricht.
Als weitere Maßnahme zur Stimulierung der demografischen Entwicklung hat Wladimir Putin 2012 die Einführung einer speziellen Geburtenförderung in Regionen mit besonders niedrigen Geburtenraten angekündigt.

## Belege
1. ↑  Что нужно знать о пенсионной системе. In: sfr.gov.ru. Abgerufen am 9. Januar 2023 (russisch, Was Sie über das Rentensystem wissen müssen).
2. ↑  Федеральная служба государственной статистики. In: www.gks.ru. Archiviert vom Original am 3. Dezember 2010; abgerufen am 3. Dezember 2010 (russisch, statistische Daten von RosStat, dem russischen föderalen Statistikdienst).